# チャコット
チャコット株式会社は、日本のバレエ・ダンス用品企業。オンワードホールディングス傘下。日本スポーツダンス振興会会員。
国内の各種バレエ公演で協賛企業としてスポンサー活動を行っている。チャコットという企業名称は創業者の土屋誠（ツチヤマコト）の「マ」を抜いたもの。1987年のフリード・オブ・ロンドン買収は土屋の以前からの夢であり、彼がチャコットを創業したときからの憧れのバレエ用品会社であった。

## 事業内容
バレエ・ダンス用品（レオタード、タイツ、ファンデーション等）、ジャズダンス・エクササイズ用品、ボールルームダンス用品、新体操、フィギュアスケート、フィットネス、ヨガ、フォークダンス用品、その他ウエア・シューズ・コスメティクスの製造販売、ダンススタジオの運営

## 沿革
- 1950年1月 - 創業者土屋誠が青志社（個人企業）として創業
- 1961年4月 - スワンシューズ株式会社を設立（東京都板橋区成増）
- 1969年4月 - 上田工場を開設
- 1974年6月 - チャコット株式会社に商号を変更
- 1978年7月 - 本社を現在の渋谷区に移転
- 1987年11月 - イギリスの老舗バレエ用品会社であるフリード・オブ・ロンドンを買収
- 1990年7月 - オンワード樫山グループに入る

## その他
- 2012年からローザンヌ国際バレエコンクールの協賛企業となり、公式グッズの販売を手掛けている[3]。
- ウルトラマンGのスーツを繊維（従来はウエットスーツなど）の生地を元に試作制作。

## 文献
- 早船洋美 「チャコットの50年物語」（『バレリーナへの道』Vol.32、2000年8月、ISBN 4-89336-152-X、pp.64-69）